# Zoltán Czibor
Zoltán Czibor Suhai (n. 23 august 1929, Kaposvár, județul Somogy, Ungaria – d. 1 septembrie 1997, Győr, Ungaria) a fost un fotbalist maghiar care a jucat pe postul de mijlocaș de bandă sau atacant. Pe durata carierei sale, el a evoluat la cluburi ca Ferencváros TC, Honvéd Budapesta și FC Barcelona, dar și la echipa națională de fotbal a Ungariei, la care în anii 1950 a făcut parte din celebra echipă Maghiarii Magici, numită și ”Echipa de aur”. După Revoluția ungară din 1956, el s-a mutat în Spania, unde a devenit un jucător de bază la FC Barcelona.

## Palmares
Ungaria
- Campion Olimpic (1): 1952
- Cupa Internatională a Europei Centrale (1): 1953
- Campionatul Mondial de Fotbal
- Vice-campion (1): 1954

Ferencváros TC
- Prima Ligă a Ungariei (1): 1949

Honvéd
- Prima Ligă a Ungariei (2): 1954, 1955

CF Barcelona
- La Liga (2) 1958-59, 1959–60
- Cupa Orașelor Târguri (1): 1958-60